# Hot Pants (álbum)
Hot Pants é o 37º álbum de estúdio do músico americano James Brown. O álbum foi lançado em agosto de 1971 pela Polydor Records. Este álbum marca a transição de James Brown para a Polydor Records.

## Track listing
Todas as faixas compostas por James Brown; exceto "Blues & Pants" por Fred Nestley (Fred Wesley)
| N.º | Título                                                          | Duração |  |
| 1.  | "Blues & Pants"                                                 | 9:39    |  |
| 2.  | "I Can't Stand It"                                              | 4:37    |  |
| 3.  | "Escape-ism, Pt. 1"                                             | 3:18    |  |
| 4.  | "Escape-ism, Pt. 2"                                             | 4:10    |  |
| 5.  | "Hot Pants (She Got To Use What She Got To Get What She Wants)" | 8:42    |  |
| 6.  | "Escape-ism (complete take) Faixa bônus em CD"                  | 19:09   |  |

## Músicos
- James Brown - vocais
- Bobby Byrd- vocais, orgão em "Blues & Pants" e tamborim emn "Hot Pants (She Got To Use What She Got To Get What She Wants)"
- Hearlon Cheese Martin, Robert Coleman - guitarra
- Fred Thomas - baixo
- St. Clair Pinckney - saxofone tenor
- Jimmy Parker - saxofone alto
- Fred Wesley- trombone
- Jerone Jasaan Sanford, Russell Crimes - trompete (faixas: 1, 2, 5)
- Johnny Griggs - congas (faixas: 3, 4, 6)